# J-H. Rosny (młodszy)
J.-H. Rosny (młodszy), właśc. Séraphin Justin François Boex (ur. 21 lipca 1859 w Brukseli, zm. 15 czerwca 1948 w Ploubazlanec) – francuski pisarz pochodzenia belgijskiego.
Początkowo w spółce autorskiej ze starszym bratem Josephem tworzył pod pseudonimem J.-H. Rosny – od połowy lat 80. XIX w. powieści przygodowo-fantastyczne, mające za tło czasy przedhistoryczne bądź sięgające do "innych światów". Później, przerwawszy tę współpracę, od 1909 r. tworzył samodzielnie, za przykładem Emila Zoli skupiając się na powieści obyczajowej ze świata współczesnego. Wnikliwy obserwator codzienności wielkiego miasta, tematy swych utworów czerpał przede wszystkim z paryskiego półświatka. W odróżnieniu od brata (który w znacznym stopniu pozostał wierny tematyce fantastycznej i przygodowej) nie odniósł jednak podobnych literackich sukcesów i nie cieszył się nadmierną popularnością. Wraz z nim zasiadał w Akademii Goncourtów od jej formalnego powstania w 1903 r. i zastąpił go jako jej przewodniczący w latach 1940–1945. Zmarł w letniskowej miejscowości wybrzeża Bretanii w wieku 88 lat.

## Twórczość (indywidualnie)
| - L'Affaire Dérive (1909) - La Leçon de la vie (1910) - La Toile d'araignée (1911) - Sépulcres blanchis (1913) - La Carapace (1914) - Mimi, les profiteurs et le poilu (1919) - Fanchon-la-Belle (1921) - La Messe mondaine (1923) - Claire Técel, avocat à la cour (1924) - La Courtisane passionnée. Roman du luxe parisien (1924) - La Courtisane triomphante. Roman du luxe parisien (1925) - Les beaux yeux de Paris. Le roman de Paris (1926) - Les Origines – La Préhistoire (1926) - Hosségor (1926) - La Métisse amoreuse. Roman de moeurs de Paris (1927) | - Le Soupçon (1927) - Les Chaperons blancs – roman (1928) - Les Plaisirs passionnés – roman (1929) - Les Amours d’Elisabeth d’Angleterre (1929) - La Pantine (1930) - La Juive chrétienne – roman (1931) - Sous les signes de la beauté (1931) - Nos bêtes amicales (1932) - L'Île des fleurs (1932) - La Cité infernale (1933) - Papillons de nuit (1933) - Une reine des rues (1935) - Le Pharmacie des près (1939) - Le Banquet de Platon (1943) - Le Destin de Marin Lafaille (1946) |